# Tipula (Lunatipula) corollata
Tipula (Lunatipula) corollata is een tweevleugelige uit de familie langpootmuggen (Tipulidae). De soort komt voor in het Palearctisch gebied.